# Busoniomimus setulistylus
Busoniomimus setulistylus är en insektsart som beskrevs av Chandrasekhara A. Viraktamath och Murphy 1980. Busoniomimus setulistylus ingår i släktet Busoniomimus och familjen dvärgstritar. Inga underarter finns listade i Catalogue of Life.